# Coleophora tuscaemiliella
Coleophora tuscaemiliella é uma espécie de mariposa do gênero Coleophora pertencente à família Coleophoridae.